# گمینا موروو
گمینا موروو (به لهستانی:  Gmina Murów) یک گمینا در لهستان است که در شهرستان اوپوله واقع شده‌است. گمینا موروو ۱۵۹٫۷ کیلومتر مربع مساحت و ۵٬۹۱۲ نفر جمعیت دارد.